# Mus neavei
Mus neavei је врста глодара из породице мишева (лат. Muridae). 

## Распрострањење
Врста је присутна у Замбији и Јужноафричкој Републици.

## Станиште
Врста Mus neavei има станиште на копну.

## Угроженост
Подаци о распрострањености ове врсте су недовољни.

### Популациони тренд
Популациони тренд је за ову врсту непознат.